# Вебометричний рейтинг університетів світу
Вебометри́чний ре́йтинг університе́тів сві́ту (англ. Webometrics ranking of world’s universities) — один з рейтингів університетів світу, за яким аналізують ступінь представлення діяльності університетів в Інтернет-просторі.
Рейтинг складають з 2004 року і публікують двічі на рік (у червні-липні та січні). Його складає Лабораторія кіберметрики («Cybermetrics Lab») Національної дослідницької ради Іспанії («Spanish National Research Council», CSIC), яка діє при Міністерстві науки та інновацій Іспанії. Рейтинг починався з аналізу 6 000 університетів у 2004 році, на сьогодні аналізують понад 20 000 закладів вищої освіти і визначають їхнє місце відповідно до ступеня представлення своєї діяльності в Інтернет-просторі, застосовуючи свою власну методологію оцінки. Можна критикувати цю методологію, але всі провідні ВНЗ світу знаходяться попереду. Лабораторія вдосконалює методологію і особливо це стосується змін, які зроблено у 2012 році.

## Методологія
Ознайомитись з методологією цього рейтингу можна офіційному сайті Webometrics
Надамо лише деякі її особливості.
Первинною метою рейтингу є сприяння академічної присутності в Інтернеті, підтримання відкритого доступу для значного збільшення передачі наукових і культурних знань в університетах світу.
Для того, щоб досягти цієї мети, публікація рейтингів є одним з найбільш потужних і ефективних інструментів для запуску і консолідації процесів зміни в наукових колах, підвищення прихильності науковців і створення вкрай необхідних у 21 сторіччі довгострокових стратегій.
Мета полягає в тому, щоб не оцінювати Web-сайти, їх дизайн і юзебіліті або популярності їх змісту в залежності від кількості візитів або відвідувачів. Web-показники повинні оцінювати діяльність університетів, з урахуванням його заходів та їх актуальності і впливу.
Web-присутність повинна бути надійним дзеркалом університету.
Якщо місце у рейтингу Вашого університету нижче чим Ви очікували, змініть мережеву політику, сприяйте істотному збільшенню обсягу і якості електронних публікацій, сприяйте активному використанню Web-засобів у роботі університету.
З липня 2012 року використовуються наступні параметри:
| № | Параметр                   | Опис | Частка |
| - | -------------------------- | --- | ------ |
| 1 | PRESENCE (Присутність)     | Кількість присутніх на сайті університету сторінок усіх форматів, проіндексованих пошуковою системою Google | 20 %   |
| 2 | IMPACT (Вплив)             | Комбінація кількості зовнішніх гіперпосилань на домен університету (external inlinks) та кількості доменів, з яких ці посилання надходять (referring domains). Для збільшення валідності даних використовується два провайдера: Majestic SEO та Ahrefs. Тому результуючі значення external inlinks та referring domains обирається як максимальні з цих двох джерел. На думку авторів, кількість таких лінків свідчить про видимість університету і важливість опублікованих матеріалів (велика частина таких лінків служить подібно до цитування в бібліографії) | 50%    |
| 3 | OPENNESS (Відкритість)     | Кількість присутніх на сайті університету файлів у форматах Adobe Acrobat (.pdf), Microsoft Word (.doc, .docx) та Microsoft PowerPoint (.ppt), проіндексованих академічною пошуковою системою Google Scholar | 15%    |
| 4 | EXCELLENCE (Висока якість) | Наукові статті, що опубліковані авторами університету в журналах, проіндексованих бібліометричною базою SCOPUS, та входять до складу 10% статей, найбільш цитованих у своїх наукових галузях за версією Scimago Group | 15%    |

По кожному з цих параметрів у таблиці рейтингу надається місце відповідного університету і з лівого боку загальний рейтинг університету.

## Топ-10 найкращих університетів світу відповідно до рейтингу Вебометрика
Відповідно до рейтингу Webometrics станом на січень 2025 року список топ 10 найкращих університетів світу виглядає наступним чином:
| Університет                            | Країна          | Рейтинг липень 2014 | Рейтинг Січень 2015 | Рейтинг Січень 2025 |
| -------------------------------------- | --------------- | ------------------- | ------------------- | ------------------- |
| Гарвардський університет               | США             | 1                   | 1                   | 1                   |
| Стенфордський університет              | США             | 3                   | 3                   | 2                   |
| Массачусетський технологічний інститут | США             | 2                   | 2                   | 3                   |
| Оксфордський університет               | Велика Британія |                     |                     | 4                   |
| Університет Каліфорнії (Берклі)        | США             | 6                   | 4 (↑2)              | 5                   |
| Корнельський університет               | США             | 4                   | 5 (↓1)              | 6                   |
| Вашингтонський університет             | США             | 7                   | 8(↓1)               | 7                   |
| Колумбійський університет              | США             | 8                   | 10 (↓2)             | 8                   |
| Пенсильванський університет            | США             | 10                  | 9(↑1)               | 9                   |
| Кембриджський університет              | Велика Британія |                     |                     | 10                  |

## Українські ЗВО в рейтингу
Аналіз рейтингу з 2009 року демонструє, що традиційно на першому місці серед ЗВО України розміщується Київський національний університет імені Тараса Шевченка, а далі - Сумський державний університет та НТУУ «КПІ» станом на січень 2025 року. Зокрема, в січні 2012 року на 1-ше місце вийшов НТУУ «КПІ».
З середини 2011 року наукова група Webometrics попереджала про зміни у рейтингу і якщо б вони відбулися у повному обсязі, то всі або майже всі ЗВО України знизили свої показники у світовому рейтингу (згадаємо про показники зі SCOPUS).
У січні 2012 року наукова група Webometrics опублікувала новий рейтинг університетів світу використавши змінені вагові коефіцієнти параметрів. Згідно з заявою наукової групи Webometrics, у групи виникли труднощі з оцінкою Visibility (кількість зовнішніх посилань на сайт) використовуючи дані від Google і Yahoo Explorer (Yahoo перейшов на пошуковий алгоритм Bing) і тому вибрала комерційну компанію Majestic SEO для отримання даних про посилання з зовнішніх доменів і кількість посилань з зовнішніх сайтів на сайти університетів світу.

Після звернень адміністрацій університетів світу до керівництва проекту Webometrics, Webometrics опублікувала заяву про те, що 
|  | The new system penalizes more strongly certain web domain naming practices like using several central domains, sharing domains with other organizations (helsinki.fi, spb.ru, irk.ru, kursk.ru, omsk.ru, wroc.pl, poznan.pl, krakow.pl, lublin.pl, gda.pl, kiev.ua, kharkov.ua, nic.in, ernet.in, gomel.by, vitebsk.by, mogilev.by, rnu.tn, refer.org, jx.cn, bremen.de, niedersachsen.de, archi.fr, trieste.it, sld.cu) or recent name changes. We discourage to use alternative domains for the international oriented web sites or for the contents in foreign languages |

В Україні критерій Visibility (Видимість) було неправильно визначено для вишів, що мають найстаріші зареєстровані домени: univ.kiev.ua (рік реєстрації 1994), univer.kharkov.ua, ukma.kiev.ua. (зміна домену призводить до втрати позицій у рейтингу, так зміна ntu-kpi.kiev.ua — реєстрація 1995 року на kpi.ua — реєстрація 2009 року призвела до переходу з 2 позиції у рейтингу Українських ВНЗ у 2009 році до 8 позиції у 2011 році, у 2012 році цей домен вперше з ВНЗ України вийшов з 1000 у світовому рейтингу). Реєстрація під-доменів університетів в домені edu.ua в Україні почалася тільки в 1998 році. Група Webometrics вважає, що університети які знаходяться в домені kiev.ua, kharkov.ua, helsinki.fi, wroc.pl, poznan.pl ділять цей домен з організаціями kiev.ua, kharkov.ua, helsinki.fi….
На даний момент в світі не існує відкритого доступного безкоштовного методу для визначення кількості зовнішніх посилань на заданий сайт чи кількості доменів на яких знаходяться посилання на заданий сайт. Для визначення цих критеріїв фактично потрібно просканувати всі вебсторінки в світі, виділити з цих вебсторінок посилання на інші сайти і зберегти їх в базі даних. І як важливий додаток — прибрати посилання на домени зі смітників, а їх досить багато.
Якщо детально аналізувати, то у Webometrics крім помилок у Majestic SEO, є ще багато недоліків, але тим не менш всі провідні ВНЗ світу займають вищі місця у рейтингу.

### Топ-40 українських університетів згідно з рейтингомВебометриката їхнє місце у світовому рейтингу
| Університет                                                                                      | Національний (міжнародний) рейтинг Січень 2016 | Національний (міжнародний) рейтинг Січень 2017 | Національний (міжнародний) рейтинг Січень 2019 | Національний рейтинг Січень 2025 |
| ------------------------------------------------------------------------------------------------ | ---------------------------------------------- | ---------------------------------------------- | ---------------------------------------------- | -------------------------------- |
| Київський національний університет імені Тараса Шевченка                                         | 1 (1023)                                       | 1 (1214 (↓191))                                | 1 (1195)                                       | 1                                |
| Сумський державний університет                                                                   | 5 (2016)                                       | 3 (↑2) (1995 (↑21))                            | 3 (2016)                                       | 2                                |
| Національний технічний університет України «Київський політехнічний інститут»                    | 2 (1656)                                       | 2 (1593 (↑63))                                 | 2 (1628)                                       | 3                                |
| Харківський національний університет імені В. Н. Каразіна                                        | 3 (1686)                                       | 4 (↓1) (2092 (↓406))                           | 5 (2278)                                       | 4                                |
| Національний університет біоресурсів і природокористування України                               | 11 (2642)                                      | 11 (2981 (↓339))                               | 18 (4234)                                      | 5                                |
| Національний авіаційний університет                                                              | 7 (2125)                                       | 9 (↓2) (2683 (↓558))                           | 22 (4499)                                      | 6                                |
| Прикарпатський національний університет імені Василя Стефаника                                   | 20 (3694)                                      | 19 (↑1) (3734 (↓40))                           | 40 (5486)                                      | 7                                |
| Національний технічний університет «Харківський політехнічний інститут»                          | 6 (2071)                                       | 7 (↓1) (2530 (↓459))                           | 8 (2619)                                       | 8                                |
| Харківський національний університет радіоелектроніки                                            | 14 (2947)                                      | 26 (↓12) (4253 (↓1306))                        | 16 (3827)                                      | 9                                |
| Національний університет «Львівська політехніка»                                                 | 9 (2231)                                       | 8 (↑1) (2534 (↓303))                           | 10 (3369)                                      | 10                               |
| Тернопільський національний медичний університет                                                 | 36 (5460)                                      | 37 (↓1) (5107 (↑353))                          | 33 (5227)                                      | 11                               |
| Чернівецький національний університет імені Юрія Федьковича                                      | 12 (2823)                                      | 12 (3169 (↓346))                               | 9 (3117)                                       | 12                               |
| Ужгородський національний університет                                                            | 27 (4352)                                      | 29 (↓2) (4409 (↓57))                           | 17 (3942)                                      | 13                               |
| Львівський національний університет імені Івана Франка                                           | 8 (2214)                                       | 5 (↑3) (2389 (↓175))                           | 4 (2162)                                       | 14                               |
| Київський столичний університет імені Бориса Грінченка                                           | x (x)                                          | x (x)                                          | x (x)                                          | 15                               |
| Дніпровський національний університет імені Олеся Гончара                                        | 24 (3959)                                      | 23 (↑1) (4115 (↓156))                          | 12 (3532)                                      | 16                               |
| Національний університет водного господарства та природокористування                             | x (x)                                          | x (x)                                          | x (x)                                          | 17                               |
| Тернопільський національний технічний університет імені Івана Пулюя                              | x (x)                                          | x (x)                                          | x (x)                                          | 18                               |
| Київський національний економічний університет імені Вадима Гетьмана                             | 31 (5102)                                      | 27 (↑4) (4288 (↑814))                          | 26 (4638)                                      | 19                               |
| Західноукраїнський національний університет                                                      | 16 (3095)                                      | 10 (↑6) (2976 (↑119))                          | 6 (2317)                                       | 20                               |
| Волинський національний університет імені Лесі Українки                                          | x (x)                                          | x (x)                                          | x (x)                                          | 21                               |
| Кременчуцький національний університет імені Михайла Остроградського                             | x (x)                                          | x (x)                                          | 36 (5294)                                      | 22                               |
| Харківський національний університет міського господарства імені О. М. Бекетова                  | 15 (3060)                                      | 16 (↓1) (3613 (↓553))                          | 25 (4634)                                      | 23                               |
| Буковинський державний медичний університет                                                      | 35 (5385)                                      | 34 (↑1) (4928 (↑457))                          | 30 (4874)                                      | 24                               |
| Криворізький державний педагогічний університет                                                  | x (x)                                          | x (x)                                          | x (x)                                          | 25                               |
| Київський національний торговельно-економічний університет                                       | 49 (6557)                                      | 36(↑13) (5045(↑1512))                          | x (x)                                          | 26                               |
| Сумський національний аграрний університет                                                       | x (x)                                          | x (x)                                          | x (x)                                          | 27                               |
| Київський національний університет технологій та дизайну                                         | 37 (5462)                                      | 35 (↑2) (4975 (↑487))                          | x (x)                                          | 28                               |
| Національний гірничий університет                                                                | 13 (2882)                                      | 20 (↓7) (3794 (↓912))                          | 19 (4287)                                      | 29                               |
| Національний аерокосмічний університет імені М. Є. Жуковського «Харківський авіаційний інститут» | 18 (3295)                                      | 17 (↑1) (3628 (↓333))                          | 39 (5392)                                      | 30                               |
| Національний університет «Полтавська політехніка імені Юрія Кондратюка»                          | x (x)                                          | x (x)                                          | x (x)                                          | 31                               |
| Національний фармацевтичний університет                                                          | x (x)                                          | x (x)                                          | x (x)                                          | 32                               |
| Український державний університет залізничного транспорту                                        | 129 (11441)                                    | 40(↑89) (5257(↑6184))                          | x (x)                                          | 33                               |
| Донецький національний університет                                                               | 26 (4338)                                      | 31 (↓5) (4589 (↓251))                          | 27 (4656)                                      | 34                               |
| Одеський національний університет імені І. І. Мечникова                                          | 10 (2353)                                      | 6 (↑4) (2509 (↓156))                           | 7 (2536)                                       | 35                               |
| Івано-Франківський національний технічний університет нафти і газу                               | 17 (3243)                                      | 14 (↑3) (3234 (↑9))                            | 28 (4745)                                      | 36                               |
| Національний університет «Запорізька політехніка»                                                | x (x)                                          | x (x)                                          | x (x)                                          | 37                               |
| Харківський національний автомобільно-дорожній університет                                       | x (x)                                          | x (x)                                          | x (x)                                          | 38                               |
| Національний університет харчових технологій                                                     | 29 (4847)                                      | 30 (↓1) (4555 (↑292))                          | 31 (4934)                                      | 39                               |
| Київський національний університет будівництва і архітектури                                     | x (x)                                          | x (x)                                          | 29 (4789)                                      | 40                               |
| Національний університет «Києво-Могилянська академія»                                            | 23 (3937)                                      | 15 (↑8) (3329 (↑608))                          | 13 (3577)                                      | 41                               |
| Львівський національний медичний університет імені Данила Галицького                             | 65 (7362)                                      | 21(↑44) (3858(↑3504))                          | 15 (3755)                                      | x (x)                            |
| Черкаський національний університет імені Богдана Хмельницького                                  | x (x)                                          | 22 (4084)                                      | x (x)                                          | x (x)                            |
| Національний педагогічний університет імені М.П. Драгоманова                                     | 22 (3734)                                      | 24 (↓2) (4154 (↓420))                          | 20 (4325)                                      | 105                              |
| Донецький національний технічний університет                                                     | 40 (5632)                                      | 25 (↑15) (4198 (↑1434))                        | 32 (5164)                                      | x (x)                            |
| Національний університет оборони України імені Івана Черняховського                              | x (x)                                          | 28 (4327)                                      | x (x)                                          | x (x)                            |
| Одеський національний політехнічний університет                                                  | 38 (5582)                                      | 32 (↑6) (4621 (↓961))                          | 21 (4460)                                      | x (x)                            |
| Чернівецький медичний коледж                                                                     | 28 (4507)                                      | 33 (↓5) (4807 (↓300))                          | x (x)                                          | x (x)                            |
| Уманський національний університет садівництва                                                   | x (x)                                          | 38 (5124)                                      | x (x)                                          | x (x)                            |
| Переяслав-Хмельницький державний педагогічний університет імені Григорія Сковороди               | x (x)                                          | 39 (5255)                                      | x (x)                                          | x (x)                            |
| Запорізький національний технічний університет                                                   | x (x)                                          | x (x)                                          | 23 (4608)                                      | x (x)                            |
| Житомирський національний агроекологічний університет                                            | x (x)                                          | x (x)                                          | 24 (4623)                                      | x (x)                            |
| Запорізький національний університет                                                             | x (x)                                          | 13 (3234)                                      | 11 (3402)                                      | x (x)                            |
| Вінницький національний технічний університет                                                    | 21 (3703)                                      | 18 (↑3) (3702 (↑1))                            | 14 (3748)                                      | x (x)                            |
| Житомирський державний технологічний університет                                                 | x (x)                                          | x (x)                                          | 34 (5256)                                      | x (x)                            |
| Херсонський державний університет                                                                | x (x)                                          | x (x)                                          | 35 (5280)                                      | x (x)                            |
| Криворізький національний університет                                                            | x (x)                                          | x (x)                                          | 37 (5349)                                      | x (x)                            |
| Закарпатський художній інститут                                                                  | x (x)                                          | x (x)                                          | 38 (5384)                                      | x (x)                            |

## Як покращити Webometrics рейтинг ЗВО
Перш за все згадаємо фразу з опису Webometrics «Якщо Ви займаєте не гідне для Вас місце у рейтингу — змініть мережеву політику».
Розглянемо вимоги згідно з 4 параметрами рейтингу
1. Сайт ВНЗ несе солідарну відповідальність за сайти підрозділів (інститутів, факультетів, кафедр, наукових підрозділів, наукових напрямків та ін. Наприклад в НТУУ «КПІ» їх понад 250). Тому зв'язок з керівниками і контроль роботи сайтів повинен бути постійний.
2. Для активізації роботи по покращенню параметрів схожих чи подібних до параметрів Webometrics доцільно зробити рейтинг сайтів підрозділів. 
3. У рейтингу підрозділів можуть використоватися параметри: BackLink, Rich Files, Index, PR, ТИЦ збирання виконується за допомогою систем: Google, Push2check, woorank, Majestic seo.
4. Також п.2 аналізується виконання таких вимог як: використання ліцензійного програмного забезпечення, відсутність «макулатури» на сайтах, активність зовнішніх зв'язків, відсутність BackLink зі смітників, поновлюваність та працездатність Web-сайтів підрозділів;
5. Значні успіхи може бути досягнуто у Google Scholar, якщо системно працювати з сайтами журналів. Якщо виконати вимоги Google Scholar (кожна стаття має свою Web-сторінку з відповідними мета тегами, змінено запис у robots.txt), то цей параметр швидко зростає. Залишаються суттєві проблеми зі SCOPUS, їх вирішувати важко і є суттєві затримки у часі.